# 瓦利庫梅

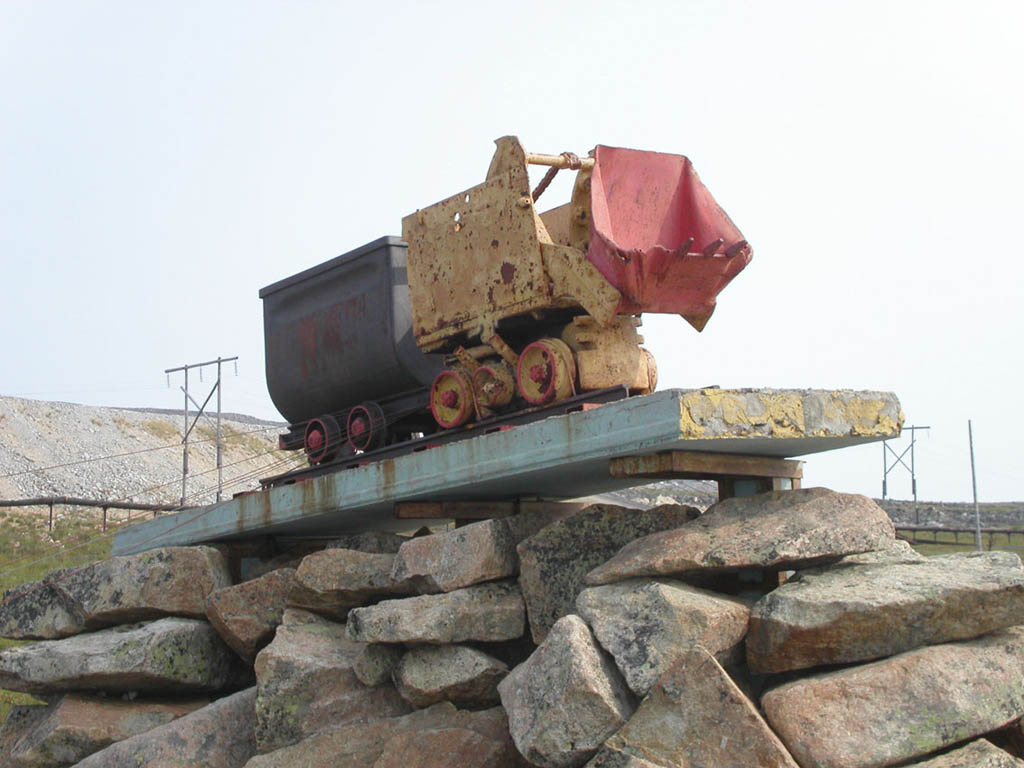
瓦利庫梅入口處的紀念碑

瓦利庫梅（俄语：Валькумей），是俄羅斯楚科奇自治區恰翁區內的一個已廢棄的市级镇，位於東西伯利亞海的楚科奇灣岸邊。1930年，地質學家測量並分析了瓦利庫梅的礦產開發前景，認為該地有豐富的錫礦。1941年，瓦利庫梅建城，發展成為一座工礦城市。1989年犹有3,906人居住，2002年已無人居，2008年廢除了這座城市。

## 外部連結
- （俄文）瓦利庫梅的圖片 （页面存档备份，存于）